# Porevit
Porevit (Poreuithus) je v slovanski mitologiji zahodnoslovansko božanstvo, ki so ga častili v Korenici.
Saks Gramatik (†1205) poroča o treh božanstvih, ki so  jih častili v Korenici (Karentiji) na otoku Rujan: o štiriglavem Porenutu, peteroglavem Porevitu in sedmeroglavem Rugievitu. Porevit pri sebi naj ne bi imel orožja. Po Niederleju so Porenut, Porevit in Rugievit zgolj lokalna imena za Svantevita. Po drugi strani je verjetno, da so si bila ta božanstva med seboj različna. Pisani  v imenu Porevit vidi besedo pora, ki v stari bolgarščini pomeni »moč, sila«. Beseda pora lahko pomeni tudi sredino leta. Če Jarovit pooseblja sile pomladi, Porevit sile poletja, ime Rugievita verjetno vsebuje povezavo z jesenjo. Toda Jacobson je mnenja, da ima Porovit enak koren kot Perun.